# Luis Quinteiro Fiuza

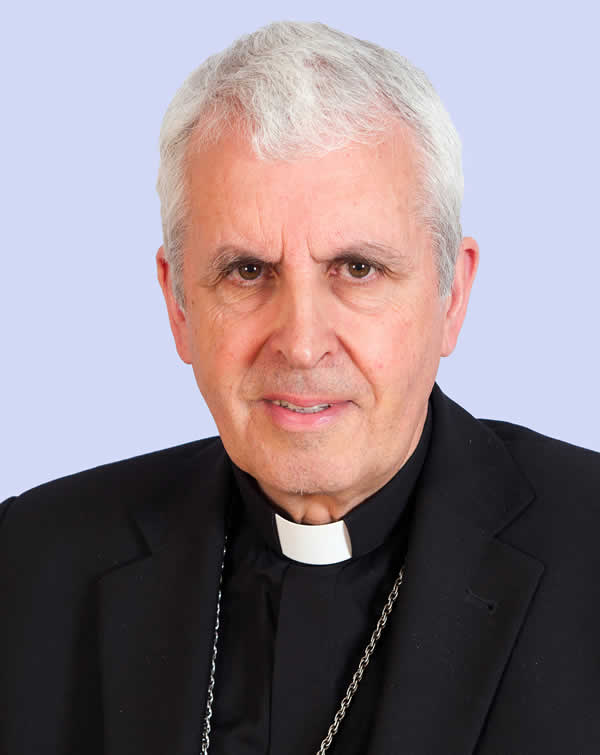
Bischof Luis Quinteiro Fiuza.

Bischofswappen von Luis Quinteiro Fiunza

Luis Quinteiro Fiuza (* 26. Juni 1947 in Vila de Cruces) ist ein spanischer Geistlicher und emeritierter römisch-katholischer Bischof von Tui-Vigo.

## Leben
Luis Quinteiro Fiuza empfing am 27. Juni 1971 das Sakrament der Priesterweihe für das Erzbistum Santiago de Compostela.
Papst Johannes Paul II. ernannte ihn am 23. April 1999 zum Weihbischof in Santiago de Compostela und Titularbischof von Fuerteventura. Der Erzbischof von Santiago de Compostela, Julián Barrio Barrio, spendete ihm am 19. Juni desselben Jahres die Bischofsweihe; Mitkonsekratoren waren Antonio María Kardinal Rouco Varela, Erzbischof von Madrid, und dessen Amtsvorgänger Angel Kardinal Suquía Goicoechea.
Am 3. August 2002 wurde er zum Bischof von Orense ernannt. Papst Benedikt XVI. ernannte ihn am 28. Januar 2010 zum Bischof von Tui-Vigo. Die Amtseinführung fand am 24. April desselben Jahres statt.
Papst Franziskus nahm am 25. Mai 2024 seinen altersbedingten Rücktritt an.